# Stream of Consciousness
«Stream of consciousness» es la sexta canción del álbum Train of Thought, séptimo álbum de la banda de progressive metal Dream Theater.
Se destaca por ser la canción instrumental más larga que ha compuesto el grupo (sin contar del tema recopilatorio Instrumedley). 

## Intérpretes
- John Myung – Bajo
- John Petrucci – Guitarras
- Mike Portnoy – Baterías
- Jordan Rudess – Teclados

- Datos: Q2068749